# Richard D. Wolff
Richard D. Wolff (Youngstown, Ohio, EUA, 1 d'abril de 1942) és un economista marxista estatunidenc, conegut pel seu treball en economia marxista, metodologia econòmica i anàlisi de classe.
És professor emèrit d'economia de la Universitat de Massachusetts, Amherst, i actualment és professor visitant en el Graduate Program in International Affairs (Programa de Postgrau en Relacions Internacionals) de la New School University de Nova York. Wolff també ha ensenyat economia a la Universitat Yale, la Ciutat Universitària de Nova York, la Universitat de Utah, Universitat de París I (La Sorbona), i en The Brecht Forum a la ciutat de Nova York.
El 2010, Wolff va publicar Capitalism Hits the Fan: The Global Economic Meltdown and What to Do About It (que traduït potser seria "El capitalisme ens deixa freds: el desglaç econòmic global i què fer al respecte"), també publicat en DVD. Va publicar tres nous llibres el 2012: Occupy the Economy: Challenge Capitalism (que traduït seria "La feina de l'economia: posar en qüestió el capitalisme"), amb David Barsamian (San Francisco: City Lights Books), Contending Economic Theories: Neoclassical, Keynesian, and Marxian (que traduït seria "Teories econòmiques actuals: neoclàssica, keynesiana i marxista"), amb Stephen Resnick (Cambridge, Massachusetts i Londres: MIT University Press) i Democracy at Work (traduïble com "Democràcia en el treball", a Chicago: Haymarket Books). El 2019 va publicar el seu llibre Understanding Marxism (traduïble com "Entenent el marxisme" a Democracy at Work).
Wolff té un programa de setmanal de 30 minuts Economic Update, que és produït per Democracy at Work, de la qual és cofundador. Escriu regularment pel The Guardian. Ha estat entrevistat en programes de ràdio i televisió als Estats Units i a l'estranger. A The New York Times Magazine ha estat nomenat com l'"economista marxista nord-americà més preeminent". Wolff viu a Manhattan amb la seva dona i col·laboradora, Harriet Fraad, una psicoterapeuta.